# 심란 (인도의 배우)
심란(힌디어: सिमरन, 영어: Simran, 1976년 4월 4일 ~ )은 인도의 배우이다.